# Rolls-Royce Ghost
La Rolls-Royce Ghost è un'autovettura di lusso prodotta dalla casa automobilistica inglese Rolls-Royce dal 2010.

## Nome
Il nome della vettura, Ghost, fu scelto in onore alla Silver Ghost, prodotta dal 1907 al 1926 dalla Rolls-Royce. La Ghost è stata annunciata al salone dell'automobile di Shanghai nell'aprile del 2009. Durante il suo sviluppo, il modello era conosciuto come "RR04". È commercializzata solamente in versione berlina quattro porte.

## Contesto
Progettata come un modello più piccolo della Phantom, la Ghost va a posizionarsi sotto essa con un prezzo 170.000 sterline. Il modello è stato presentato al pubblico al salone dell'automobile di Francoforte nel 2009.

## La 200EX concept

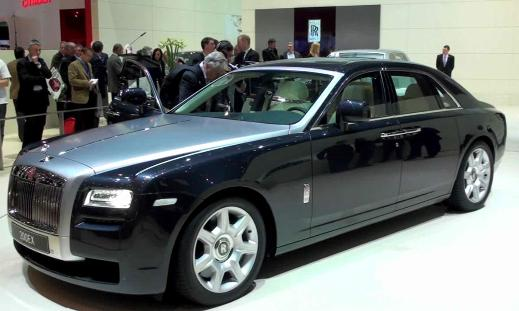
La Rolls-Royce 200EX.

La concept car 200EX fu ufficialmente presentata al pubblico nel marzo del 2009 al salone dell'automobile di Ginevra. Questo modello tracciò la strada stilistica che avrebbe portato alla produzione della Ghost.
Viene costruita su una linea produttiva ad essa dedicata negli stabilimenti di Goodwood. Il modello condivide con la Phantom la verniciatura, la radica degli interni e la pelle.
A differenza della Phantom, che è fabbricata in alluminio, la 200EX era costruita in acciaio, che ha una maggior resistenza alla trazione e può quindi essere lavorato sotto forma di lamierati più sottili. Sul telaio erano montate sospensioni pneumatiche sulle quattro ruote ed un sistema multi-link in alluminio per l'avantreno ed il retrotreno. Sistemi come la barra stabilizzatrice attiva, le sospensioni pneumatiche sulle quattro ruote e gli ammortizzatori a controllo variabile agivano in sintonia come fossero un solo apparato, e la loro azione era impercettibile per il guidatore ed i passeggeri. Questo dava il miglior comfort possibile agli occupanti.

## Il design

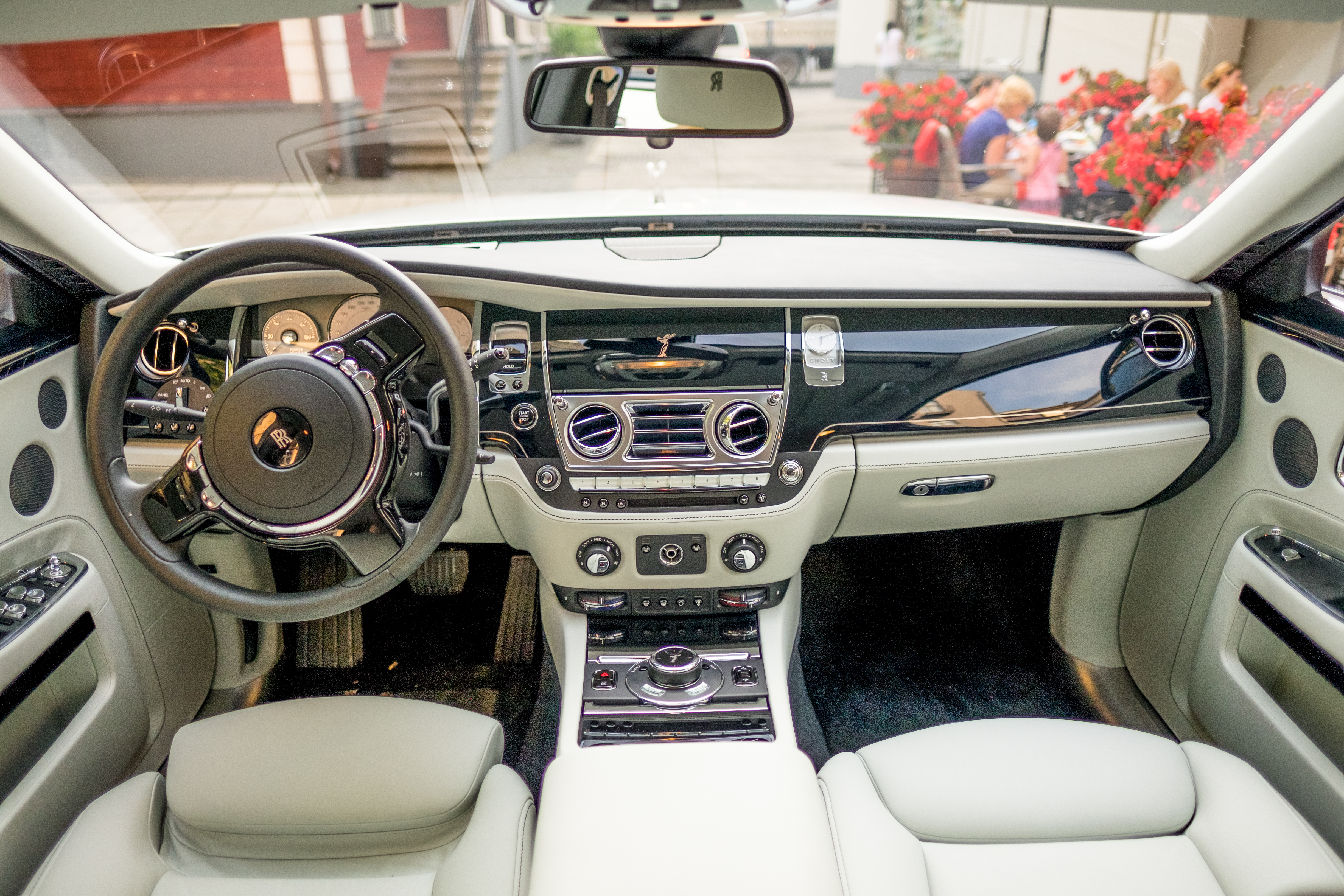
Interni di una Rolls Royce Ghost 2015

La Ghost fu disegnata da Ian Cameron e sviluppata da Helmut Riedl, che guidò anche lo sviluppo della Phantom. La Ghost, il cui codice durante la fase progettuale era RR04, è stata commercializzata per competere con vetture meno costose della Phantom, come ad esempio la Bentley Continental Flying Spur.
La Ghost è basata su un pianale che deriva da quello della BMW Serie 7, anche se che è stato decisamente modificato, tanto che ci sono solo il 20% delle parti in comune tra le due piattaforme. La Ghost ha un passo di 3.290 mm, mentre la Ghost Extended Wheelbase, variante a passo lungo, ha un passo maggiore di 17 cm, mentre la carreggiata e l'altezza del cofano e del tetto, hanno misure peculiari. La Ghost condivide con la Phantom le sospensioni pneumatiche ed il sistema FlexRay. Il modello pesa 2.360 kg nella versione standard e 2.470 kg nella versione a passo lungo.
Come gli altri modelli contemporanei Rolls-Royce, la Ghost ha in dotazione l'iDrive della BMW, che controlla lo Spirit of Ecstasy ed altre funzioni della vettura.

## Motore

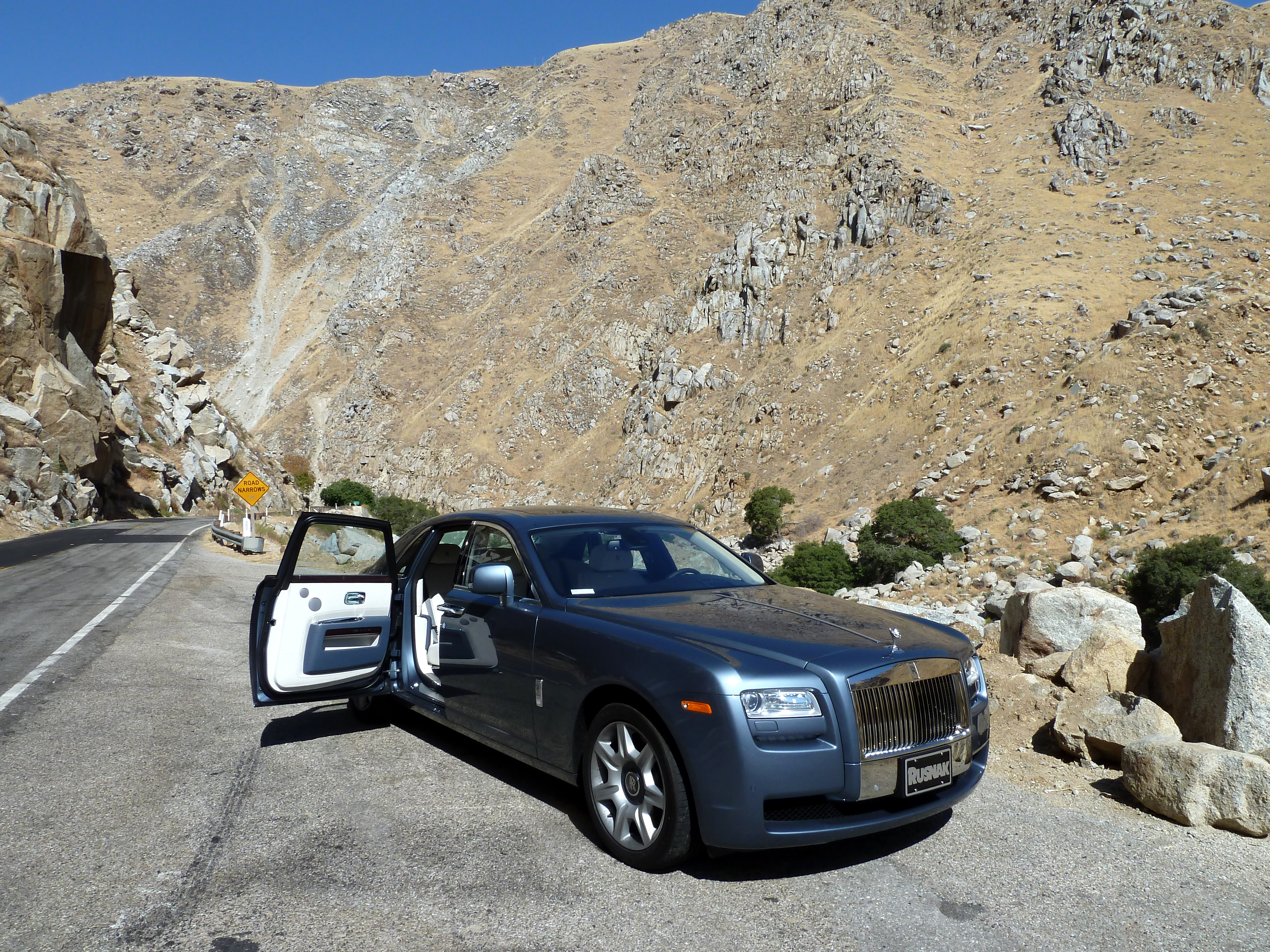
Una Rolls-Royce Ghost con le portiere posteriori incernierate posteriormente aperte

Il motore, 12 cilindri a V, sovralimentato con due turbine, è una versione con corsa ed alesaggio maggiorati del propulsore BMW N74, che è da 6 litri di cilindrata. Grazie alle misure meccaniche aumentate, il propulsore ha una cilindrata di 6,6 litri. Questo motore monta la fasatura variabile VANOS di BMW, l'iniezione diretta ad alta precisione ed il sistema Valvetronic. Eroga una potenza di 570 CV (420 kW) a 5250 giri al minuto ed una coppia di 780 Nm a 1500 giri al minuto, ed è accoppiato ad un cambio automatico ZF 8HP90 ad otto velocità.
Questo propulsore permette alla vettura di accelerare da 0 a 100 km/h in 4,9 secondi (5 secondi per la versione a passo lungo); la velocità massima è limitata a 250 km/h.
Il propulsore è montato anteriormente, mentre la trazione è posteriore.

## Evoluzione

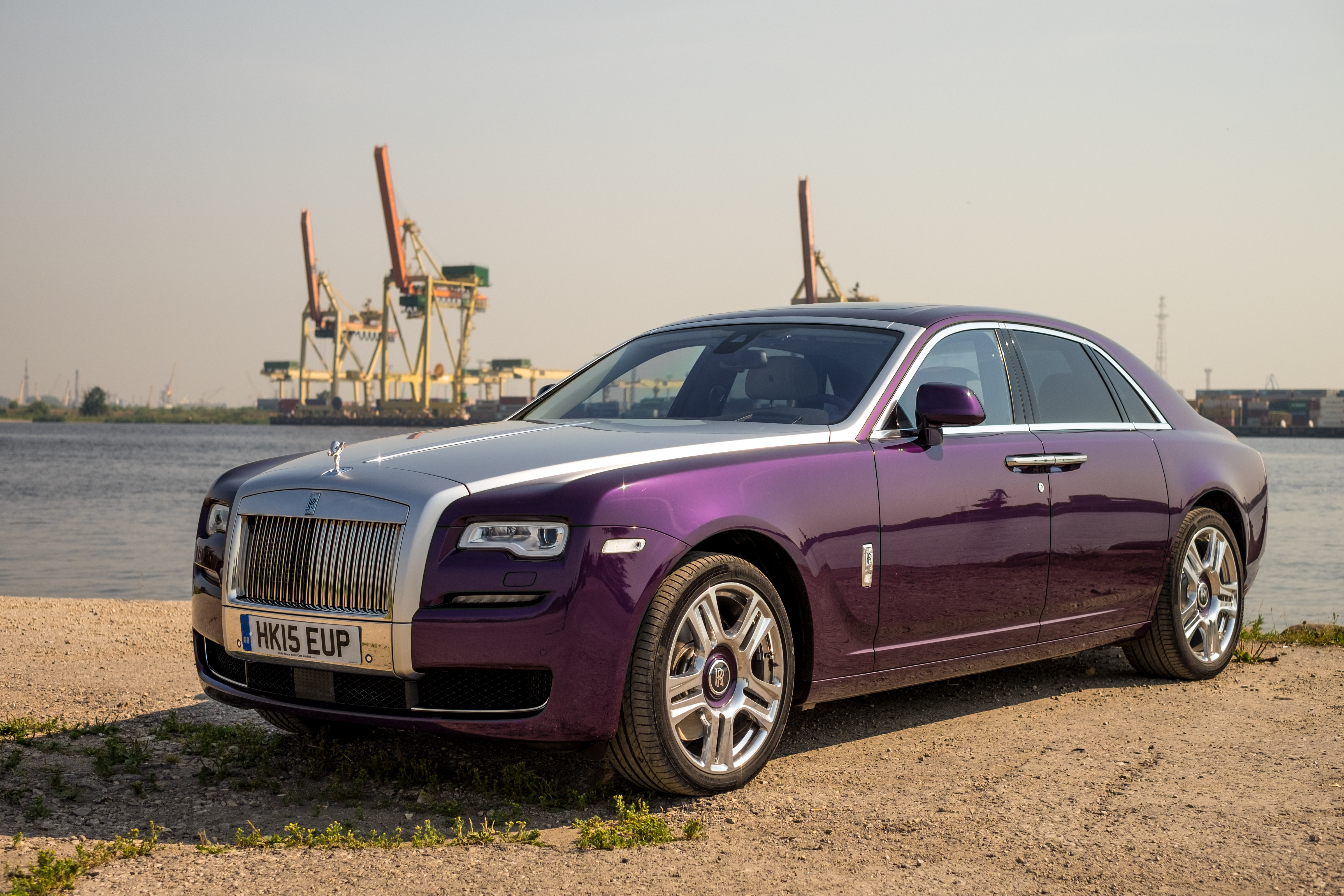
Rolls Royce Ghost II Serie del 2015

Dalla Ghost sono derivate la Rolls-Royce Wraith nel 2013 (coupé a 4 posti) e la Rolls-Royce Dawn nel 2015 (cabriolet).
In occasione del salone dell'automobile di Ginevra del 2014 ne è stata presentata la seconda serie.
Nel 2021 ne è stata presentata la seconda serie.

## Motorizzazioni
| Modello                  | Disponibilità  | Motore  | Cilindrata (cm³) | Potenza         | Coppia Massima (Nm) | Emissioni CO2 (g/Km) | 0–100 km/h (secondi) | Velocità max (Km/h) | Consumo medio (Km/l) |
| 6,6 V12 aut.             | dal debutto    | Benzina | 6592             | 420 kW (570 CV) | 780                 | 317                  | 4.9                  | 250                 | 7,4                  |
| 6,6 V12 aut. passo lungo | dal debutto    | Benzina | 6592             | 420 kW (570 CV) | 780                 | 319                  | 5.0                  | 250                 | 7,3                  |
| 6,6 V12 aut. V-Spec      | da giugno 2014 | Benzina | 6592             | 442 kW (601 CV) | 780                 | 327                  | 4.9                  | 250                 | 7,1                  |